# Niveotectura pallida
Niveotectura pallida (лат.) — вид морских брюхоногих моллюсков семейства Lottiidae. Известен в ископаемом виде. У него крепкая раковина с толстыми стенками, сверху белая или желтовато-серая, изнутри молочно-белая или сероватая, у макушки светло-желтое пятно. Рельеф на наружной стороне раковины образован резкими концентрическими линиями роста и пересекающими их выпуклыми радиальными ребрами. Между крупными ребрами есть по 2—4 более мелких. Длина раковины до 60, ширина до 52, высота до 28 мм. Обитает в западной и северной частях Японского моря, у северной части острова Хонсю, у острова Хоккайдо и южных Курил, у южного и юго-восточного Сахалина. Встречается от нижней части литорали до глубины 50 м, в основном на камнях и скалах. Нерестится с апреля по октябрь. Безвреден для человека, не является объектом промысла. Охранный статус вида не оценивался.